# CAT–1
CAT–1 (Obelix) Európai Űrügynökség technológiai műhold.

## Küldetés
Feladata tesztelni a rakéta alkalmasságát. A hasznos teher (CAT 01) élettartamát 8 fordulatra tervezték. Technikai adatokat szolgáltatott a rakétaindítás egyes repülőfázisairól.

## Jellemzői
Gyártotta az Európai Űrügynökség (ESA), üzemeltette az ESA.
Megnevezései: CAT–1; Capsule Ariane Technologique (CAT–1); Obelix; COSPAR: 1979-104A; Kódszáma: 11645. ESA nyilvántartási szám: ESA/79/2.
1979. december 24-én a Guyana Űrközpontból, az ELA–1 indítóállomásról egy Ariane–1 (L01) juttatta magas Föld körüli pályára (HEO = High-Earth Orbit). Az orbitális egység pályája 259,1 perces, 17,8 fokos hajlásszögű, elliptikus pálya perigeuma 201 kilométer, az apogeuma 36 000 kilométer volt. Tömege 1602 kilogramm.
1989. november 27-én 3625 nap (9,93 év) után befejezte aktív szolgálatát.
Program kezdete, következő műhold a CAT–3 (COSPAR: 1981-057C).

## Külső hivatkozások
- CAT–1. lib.cas.cz. [2013. október 13-i dátummal az eredetiből archiválva]. (Hozzáférés: 2014. február 6.)
- CAT–1. astronautix.com. (Hozzáférés: 2014. február 6.)